# Apanteles furax
Apanteles furax är en stekelart som beskrevs av De Saeger 1944. Apanteles furax ingår i släktet Apanteles och familjen bracksteklar. Inga underarter finns listade i Catalogue of Life.